# Anne, kraljevska princeza
Anne, punim imenom Anne Elizabeth Alice Louise  (London, Engleska, 15. kolovoza 1950.), kraljevska princeza, drugo dijete i jedina kći kraljice Elizabete II.i princa Philipa odnosno jedina sestra kralja Karla III.
Rođena je u trenutku dok je njena majka bila još princeza. Pohođala je školu Benedon. Zanimala se za jahanje te je osvojila individualno natjecanje na Europskom prvenstvu 1971. godine, a bila je i dio pobjedničkog britanskog tima. Sudjelovala je na Olimpijskim igrama u Montrealu 1976. godine.
Dana 14. studenog 1973. godine udala se za vojnog časnika, satnika Marka Phillipsa u Westminsterskoj opatiji. Phillips je bio član njenog tima na Olimpijskim igrama, održanima u Münchenu 1972. godine, na kojima ona zbog problema s konjem nije sudjelovala. Njen suprug je bio običan građanin koji nikada nije uzeo neki naslov, zbog čega se njihovo dvoje djece jednostavno zovu Peter i Zara Phillips.
Godine 1987. dobila je naslov kraljevske princeze, koji se tradicionalno daje doživotno najstarijoj kćeri britanskog vladara.
Anne se razvela od supruga 1992. godine, da bi se iste godine udala za mornaričkog časnika, zapovjednika Timothyja Laurencea, s kojim nema djecu. Princeza Anne podržava niz humanitarnih organizacija, a osobito organizaciju Spasite djecu, čija je predsjednica od 1970. godine.